# 哥倫比亞特區單一國會選區
哥倫比亞特區單一國會選區（英語：District of Columbia's at-large congressional district）是美國華盛頓哥倫比亞特區一個眾議院選區，範圍涵蓋整個華盛頓哥倫比亞特區。根據美國憲法，哥倫比亞特區不是一個州，因此沒有國會表決權。特區選民只選出一個無投票權的的眾議院代表。
尽管在众议院没有完全的投票权，代表们在美国国会各委员会投票，并就选区的利益游说国会同僚。虽然这个职位最初是在重建时期由激进的共和党人设立的，但诺顿·奇普曼在这个职位被完全取消之前短暂地担任了不到两届。1970年的《哥伦比亚特区代表法案》授权哥伦比亚特区的选民选举一名没有投票权的代表作为他们在美国众议院的代表。该法案于1970年9月22日由国会批准，随后由理查德·尼克松总统签署成为法律。在1971年3月23日的一次特别选举中，民主党人沃尔特·E·福恩特罗伊当选为该地区的国会代表，获得116635张选票中的58%。
自1993年以来，当众议院由民主党控制时，包括哥伦比亚特区代表在内的代表们被允许在众议院在全体委员会运作时投下不具约束力的全体投票。
该地区目前由民主党人埃莉诺·福尔摩斯·诺顿代表。

## 代表
- 1871年4月21日- 1875年3月3日：诺顿·奇普曼（共和党）
- 1971年3月23日- 1991年1月3日：沃尔特·E·福恩特罗伊（民主党）
- 1991年1月3日至今：埃莉诺·福尔摩斯·诺顿（民主党）

## 外部連結
- District of Columbia Congressional District map（页面存档备份，存于）